# Município de Jefferson (condado de Crawford, Ohio)
O município de Jefferson (em inglês: Jefferson Township) é um município localizado no condado de Crawford no estado estadounidense de Ohio. No ano de 2010 tinha uma população de 1.576 habitantes e uma densidade populacional de 32,19 pessoas por km².

## Geografia
O município de Jefferson encontra-se localizado nas coordenadas 40° 47′ 08″ N, 82° 48′ 51″ O. Segundo a Departamento do Censo dos Estados Unidos, o município tem uma superfície total de 48.96 km², da qual 48,75 km² correspondem a terra firme e (0,44 %) 0,22 km² é água.

## Demografia
Segundo o censo de 2010, tinha 1.576 habitantes residindo no município de Jefferson. A densidade populacional era de 32,19 hab./km². Dos 1.576 habitantes, o município de Jefferson estava composto pelo 99,37 % brancos, o 0,06 % eram afroamericanos, o 0,32 % eram asiáticos e o 0,25 % eram de uma mistura de raças. Do total da população o 0,25 % eram hispanos ou latinos de qualquer raça.